# Ganesh Suntharalingam
Ganesh Suntharalingam (nascido em março de 1967) FRCA FFICM é um anestesista britânico, presidente da Intensive Care Society e ex-chefe médico da North West London Critical Care Network. Em 2006, ele liderou o tratamento bem-sucedido de seis voluntários que ficaram gravemente enfermos após receberem um novo medicamento numa unidade de testes privada dentro do Hospital Northwick Park, onde ele trabalhava. O editor do New England Journal of Medicine declarou mais tarde que “todos os seis voluntários sobreviveram em parte por causa dos extraordinários cuidados intensivos prestados durante os estágios críticos da sua doença”.